# Lennart Nordgren
Sven Lennart Nordgren, född 21 oktober 1922 i Skeppsholms församling i Stockholms stad, död 24 december 2018 i Norrstrands distrikt i Värmlands län, var en svensk civilingenjör och sjöofficer.

## Biografi
Nordgren avlade studentexamen i Djursholm 1941 och civilingenjörsexamen i skeppsbyggnad vid Kungliga Tekniska Högskolan i Stockholm 1947. Han blev 1947 marinunderingenjör i reserven och senare samma år mariningenjör av andra graden i reserven. Han tjänstgjorde 1951–1958 i Ubåtsbyrån i Marinförvaltningen och blev 1953 mariningenjör av första graden. Åren 1958–1963 var han chef för Skrovsektionen i Fartygsavdelningen vid Marinkommando Ost och blev 1959 marindirektör av andra graden. Han blev 1963 marindirektör av första klassen med kommendörkaptens tjänsteklass och var lärare i förvaltningslära vid Kungliga Sjökrigsskolan 1963–1965 samt chef för Maskin- och elsektionen vid Ostkustens örlogsbas 1965–1969. Åren 1969–1986 tjänstgjorde han vid Huvudavdelningen för marinmateriel vid Försvarets materielverk: som chef för Ubåtsmaterielsektionen 1969–1974, som chef för Projektsektionen i Fartygsavdelningen 1974–1978 och som chef för Ubåtsbyrån 1978–1986. Han blev 1978 marindirektör av första graden i Mariningenjörkåren med kommendörs tjänsteklass samt överingenjör.
Lennart Nordgren invaldes 1974 som ledamot av Kungliga Örlogsmannasällskapet. Han är gravsatt i minneslunden på Djursholms begravningsplats.